# Motorový vůz M 251.2
Motorové vozy řady M 251.2 byly vyrobeny v roce 1932 v počtu dvou kusů továrnou Brno Královopolská továrna na stroje a vagóny, akc. spol. v Brně pro Československé státní dráhy. Spolu s řadami M 221.1 a M 221.3, které byly rovněž vyrobeny každá pouze ve dvou kusech, sloužily Královopolské strojírně k vývoji a odzkoušení nových výrobních postupů pro velké čtyřnápravové motorové vozy. Všechny poznatky získané z provozu těchto řad byly následně uplatněny při stavbě motorových vozů řady M 273.0, které tak byly na daleko větší technické úrovni.

## Konstrukce

### Mechanická část
Vozy byly čtyřnápravové se dvěma otočnými podvozky, hnacími agregáty uloženými v rámu podvozků a elektrickým přenosem výkonu. Skříň vozu i rám skříně byly nýtované a jejich spojení bylo zajištěno rovněž nýty. Sloupky skříně byly válcované, profilu Z. Boční oplechování bylo přinýtované na sloupky. Střecha byla zvenčí pokryta plechem s příměsí mědi a snýtovaná, vnitřní bednění bylo z překližek. Interiér vozu byl obložen překližkami. Podlaha byla vyhotovena ze smrkových fošen, kryta linoleem a nad podvozky se v ní nacházely otvory pro přístup k motorům, jimiž se daly provádět i opravy většího rozsahu (například výměny válců). Prostor pro cestující byl příčkou rozdělen na dvě části a nacházel se v něm také splachovací záchod. Lavice v uspořádání 3 + 2 byly dřevěné s plechovými podpěrami a koženkovou opěrnou částí. Nad okny se nacházely síťové police na zavazadla. Stanoviště strojvedoucího se nacházela na obou koncích vozu a od prostoru pro cestující byla zcela oddělena. Na stanoviště se vcházelo dvojkřídlými dveřmi v obou bočnicích. Stanoviště také sloužila jako zavazadlový prostor. Řídicí pult se nacházel na pravé straně stanoviště, na levé straně pak bylo místo pro vlakvedoucího se stolkem a poličkou na dokumenty. U zadní stěny obou stanovišť byla umístěna železná skříň s palivovým, výfukovým a vodním potrubím. Přístup do skříně zajišťovala malá dvířka jak na stanovišti, tak v nástupním prostoru. Na těchto skříních se pod stropem nacházely palivové nádrže, každá o objemu 300 l. Topení bylo horkovodní, napojené na chladicí okruh spalovacích motorů. Osvětlení vozu bylo elektrické soustavy "ERA", dodané firmou Srb a spol. v Praze. Napájeno bylo ze 48V baterie s kapacitou 260 Ah, umístěné ve skříni pod vozem, která zároveň sloužila pro startování spalovacích motorů. Dobíjení baterie zajišťovala dvě dynama, každé o výkonu 500 W. Na obou čelech vozu se nacházela zásuvka pro napájení osvětlení přípojných vozů, dvě návěstní svítilny a reflektor umístěný uprostřed vozu na úrovni střechy. Brzda byla tlaková soustavy Knorr. Skládá se z rychločinných rozvaděčů a osmipolohových brzdičů. Každé kolo je brzděno dvěma brzdovými špalky. Vůz byl vybaven osmi pískovači poháněnými stlačeným vzduchem. Pro výstrahu sloužila elektrická houkačka a dvě trojzvučné píšťaly.

### Pohonné ústrojí
Pohonné ústrojí se skládalo ze dvou jednotek s elektrickým přenosem výkonu systému Brown-Boveri, uložených v podvozcích. Každá jednotka se skládala ze spalovacího motoru, generátoru, trakčního motoru a dalších elektrických zařízení. Spalovací motor byl nově vyvinut Královopolskou strojírnou. Jednalo se o vznětový osmiválec uspořádaný do V. Kliková hřídel byla čtyřikrát zalomena, vždy dva písty byly uchyceny na společném čepu a svíraly úhel 90°. Nafta k motoru přitékala samospádem. Palivová čerpadla byla soustavy Bosch a poháněna byla spolu s kompresorem tlakové brzdy z klikové hřídele. Otáčky motoru mohly být regulovány v rozmezí 400–1300 ot/min pomocí regulátoru na stanovišti, který upravoval množství paliva, které přitékalo do motoru. Chlazení bylo vodní, u chladiče byly dva ventilátory s nezávislým elektrickým pohonem. Do chladicího okruhu byl v zimě připojován okruh vytápění prostoru pro cestující. Pro zamezení přenosu vibrací na samotný vůz byly motory uloženy na pryžových podložkách. Startování motoru zajišťoval trakční generátor, napájený z baterie pro osvětlení.
Trakční generátory byly na společné hřídeli se spalovacími motory, každý měl výkon 105 kW a byly spolu trvale zapojeny v sérii. Trakční motory byly při rozjezdu zapojeny v sérii, při vyšších rychlostech pak paralelně. Tímto způsobem zapojení vozy dosahovaly většího zrychlení. Přepínání trakčních motorů bylo ovládáno řízením výkonu spalovacích motorů.

## Výroba a provoz
Oba vozy byly vyrobeny a dodány na konci roku 1932. Technicko-policejní zkoušku vykonaly vozy v únoru a březnu 1933. Díky dobrým výsledků v rámci testovacích jízd, kdy dosáhly daleko vyšších rychlostí než stanovovaly předpisy, jim byla zvýšena maximální rychlost z 80 km/h na 90 km/h, čímž tyto vozy měly vyšší maximální povolenou rychlost než rychlost konstrukční. Označení řady, vycházející mimo jiné z maximální rychlosti vozidla, však změněno nebylo. V průběhu roku 1933 probíhaly s oběma vozy různé zkušební jízdy (například s dynamometrickým vozem).
O provozu vozů je známo jen velmi málo informací. Od roku 1934 byly přiděleny do dep v Praze. Po opravě v Nymburce v roce 1936 byl převedeny do Chebu, odkud byly nejpozději do roku 1938 převedeny do Plzně. V říjnu 1938 byly předány Deutsche Reichsbahn, ale již počátkem roku 1939 byly vráceny zpět. Z období druhé světové války se o provozu vozů nedochovaly žádné záznamy. V září 1949 byly ve špatném a nekompletním stavu převezeny z Bohumína do Nymburka na opravu. Pro špatný stav nebylo možné vozy opravit ve výtopně a opravu musely provést udržovací dílny Nymburk. Opravy obou vozů probíhaly od třetího čtvrtletí 1947 do začátku roku 1948. Poté byly zařazeny do provozu v Hradci Králové, kde vozily osobní vlaky do Jaroměře, Jičína a Pardubic a rychlíky do Havlíčkova Brodu. Jejich provozní spolehlivost byla však velmi malá. Na počátku roku 1949 měla na obou vozech proběhnout termínovaná oprava. Ta se ale pro jejich špatný stav neuskutečnila; vozy byly zrušeny a přestavěny na přípojné vozy Calm 7-7413 (M 251.201) a Calm 4-7414 (M 251.202). Tyto přípojné vozy byl zařazeny pod stanici Praha Wilsonovo nádraží, kde byly až do svého zrušení v roce 1956. Poté byly opět přestavěny, tentokrát na pracovní vozy EMV 53 274 (M 251.201) a EMV 53 280 (M 251.202), a předány Elektroúseku Kolín. Později se oba nacházely v Pardubicích, kde byl vůz původního inventárního čísla 02 roku 1977 sešrotován.